# Camp Point
Camp Point – wieś w USA, w stanie Illinois, w hrabstwie Adams. Według spisu z 2000 wioskę zamieszkują 1244 osoby. W 2023 liczba mieszkańców spadła do 1114 osób, a gęstość zaludnienia poniżej 340 osób/km².

## Geografia
Wioska zajmuje powierzchnię 3,28 km² – całość stanowi ląd.

## Demografia
Według spisu z 2000 roku wioskę zamieszkuje 1 244 osób skupionych w 469 gospodarstwach domowych, tworzących 314 rodzin. Gęstość zaludnienia wynosi 505,6 osoby/km². W wiosce znajdują się 514 budynki mieszkalne, a ich gęstość występowania wynosi 208,9 mieszkania/km². Wioskę zamieszkuje 99,2% ludności białej, 0,08% rdzennych Amerykanów, 0,08% Azjatów, 0,64% ludności wywodzącej się z dwóch lub więcej ras. Hiszpanie lub Latynosi stanowią 0,48% populacji.
W wiosce są 469 gospodarstwa domowe, w których 33,9% stanowią dzieci poniżej 18 roku życia żyjących z rodzicami, 52% stanowią małżeństwa, 12,2% stanowią kobiety nie posiadające męża oraz 33% stanowią osoby samotne. 29,4% wszystkich gospodarstw domowych składa się z jednej osoby oraz 18,6% żyjących samotnie ma powyżej 65 roku życia. Średnia wielkość gospodarstwa domowego wynosi 2,49 osoby, natomiast rodziny 3,09 osoby. 
Przedział wiekowy kształtuje się następująco: 27,2% stanowią osoby poniżej 18 roku życia, 6,8% stanowią osoby pomiędzy 18 a 24 rokiem życia, 26,2% stanowią osoby pomiędzy 25 a 44 rokiem życia, 19% stanowią osoby pomiędzy 45 a 64 rokiem życia oraz 20,9% stanowią osoby powyżej 65 roku życia. Średni wiek wynosi 38 lat. Na każde 100 kobiet przypada 88,5 mężczyzn. Na każde 100 kobiet powyżej 18 roku życia przypada 79,8 mężczyzn.
Średni dochód dla gospodarstwa domowego wynosi 31 094 dolarów, a dla rodziny wynosi 43 646 dolarów. Dochody mężczyzn wynoszą średnio 28 000 dolarów, a kobiet 21 466 dolarów. Średni dochód na osobę w mieście wynosi 15 211 dolarów. Około 9,5% rodzin i 11,7% populacji miasta żyje poniżej minimum socjalnego, z czego 17,9% jest poniżej 18 roku życia i 17,3% powyżej 65 roku życia. 

## Historyczne miejsca
- F. D. Thomas House